# 貝克 (歌手)
貝克·漢森（英語：Beck Hansen，1970年7月8日—），出生名貝克·大衛·坎貝爾（Bek David Campbell），是美国音乐家、创作歌手並以其藝名貝克（英語：Beck）聞名，亦会演奏包括键盘、鼓和吉他在内的多种乐器。他被称为是1990和2000年代最有创意性和最为特殊的另类摇滚音乐家之一。他的音乐融合了多种音乐风格的养分，结合间接和讽刺性的歌词，以及鼓机、现场乐器和声音效果，呈现出一种特殊的后现代摇滚。
貝克早期的作品如 〈MTV Makes Me Want to Smoke Crack〉 和〈Deep Fried Love〉使他小有名气，而他受到业界瞩目则是在1994年，他的嘻哈民谣风格的单曲〈Loser〉在全美非主流摇滚电台广为播放。迄今为止，貝克最为成功的两张专辑为1996年的《Odelay》和2002年的《Sea Change》，其中前者曾被美国《滚石》杂志评为年度最佳专辑。